# ویفر (الکترونیک)

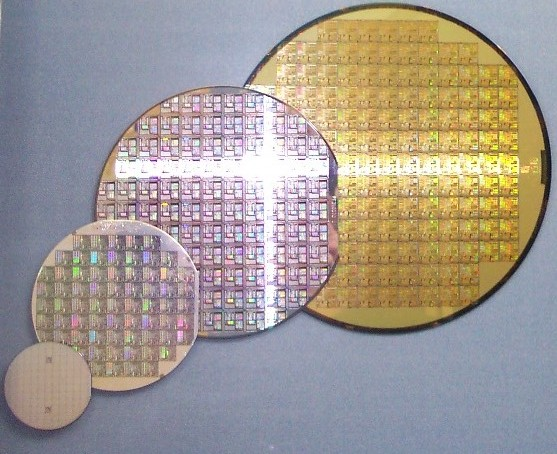
ویفرهایی در ابعاد مختلف. این ویفرها در انتها توسط فرایند دای‌سازی برش داده می‌شوند و تعداد زیادی «دای» ساخته می‌شود.

در الکترونیک، ویفر (به انگلیسی: wafer) که گاهی برش یا زیرلایه نیز نامیده می‌شود، یک برش نازک از یک نیم‌رسانا مانند سیلیکون بلورین است که در ساخت تراشه‌های الکترونیکی و در فتوولتائیک برای ساخت سلول‌های خورشیدی کاربرد دارد. از این ویفرها در ریزابزارهای الکترونیکی به عنوان یک زیرلایه استفاده می‌شود به گونه‌ای که این ریزابزارها درون و روی ویفرها ساخته می‌شوند یا بسیاری فرایندهای زیرساختی مانند آلایش، کاشت یون، طرح‌نگاری نوری و… بر روی آن‌ها انجام می‌شود. این ویفرها سپس توسط فرایند «دای‌سازی ویفر» برش خورده و تراشه‌ها از هم جدا می‌شوند. 

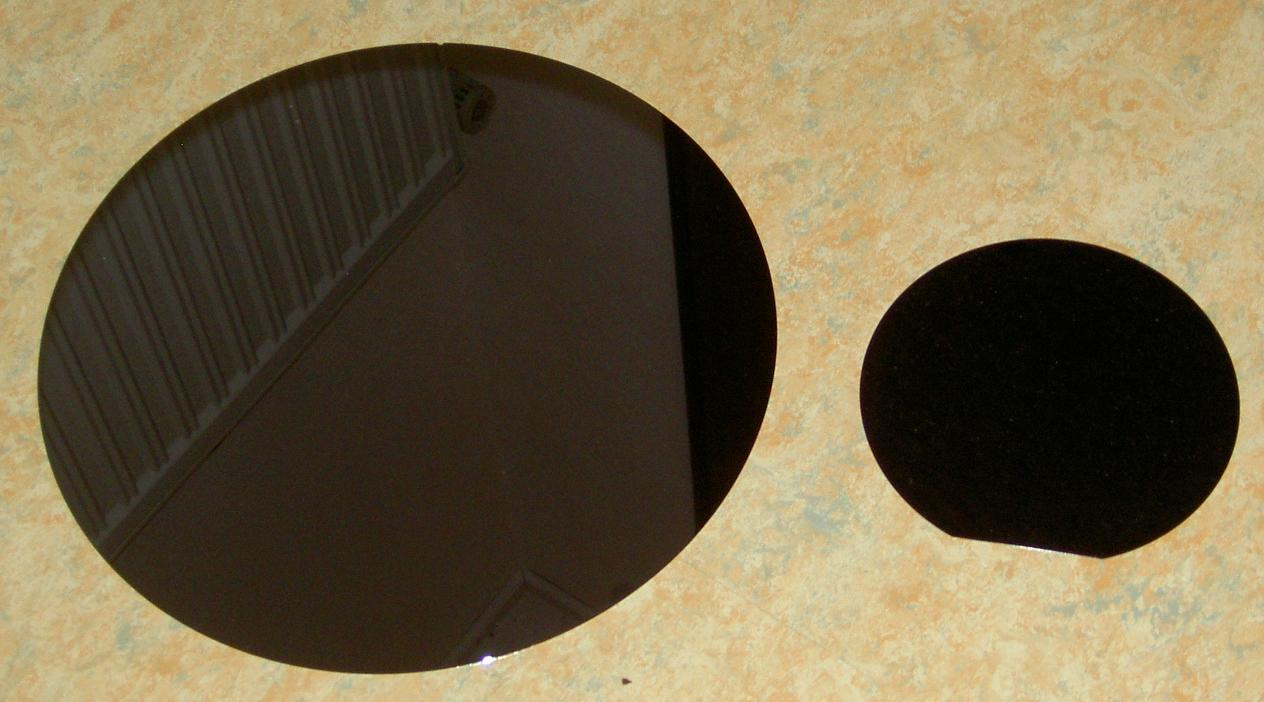
ویفرهای سیلیکونی ۱۲ و ۶ اینچی پولیشکاری یا جلا داده شده.

چندین گونه از سلول‌های خورشیدی هم از این ویفرها ساخته شده‌اند. در ویفرهای خورشیدی، یک سلول خورشیدی که بیشتر چهارگوش است، تمام ویفر را دربر می‌گیرد.

## ساخت
همچنین ببینید: شمش

فرایند چکرالسکی

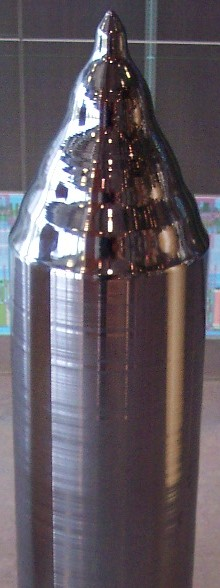
یک شمش تک-بلوری یا مونو-کریستالی. از برش لایه لایه این شمش که دارای ساختار بلوری کاملاً یکنواخت و منظم است، ویفرها به‌دست می‌آیند. این برش‌ها سپس توسط فرآیندهایی پولیشکاری و پرداخت می‌شوند تا کیفیت نهایی به‌دست آید.

ویفرها از مواد تک-کریستالی بی‌اندازه خالص (با درصد خلوص ۹۹٫۹۹۹۹۹۹۹٪) و تقریباً کاملا بدون نقص ساخته می‌شوند. یکی از فرایندهای ساخت ویفرها، فرایند چکرالسکی است که نخستین بار از سوی شیمیدان لهستانی یان چکرالسکی پیشنهاد شد. در این فرایند یک شمش کریستالی نیم‌رسانای تک-بلوری فوق‌العاده خالص، مانند سیلیکون یا ژرمانیم، که بلورین (به انگلیسی: Boule) نامیده می‌شود، با بیرون کشیدن یک بذر بلور از داخل ظرف حاوی مواد مذاب آن ماده به‌دست می‌آید. برخی اتم‌های ناخالصی مانند بور یا فسفر را هم می‌توان در اندازه‌های بسیار دقیق به داخل مذاب افزود تا به این ترتیب با آلایش سیلیکون، ساختار ماده را دگرگون کرد و به نیم‌رسانای n و نیم‌رسانای p رسید.
پس از آن شمش به‌دست آمده را با کمک ارّهٔ سیمی، برش و سپس پولیش‌کاری و جلا می‌دهند تا به شکل دلخواه درآید. اندازهٔ ویفرها برای کاربرد فتوولتاییک میان ۱۰۰ تا ۲۰۰ میلی‌متر (مربعی) و ضخامت آن‌ها ۲۰۰ تا ۳۰۰ میکرومتر است. البته قرار است که در آینده ضخامت ۱۶۰ میکرومتر، ضخامت استاندارد تعیین گردد. در الکترونیک از ویفرهایی به قطر ۱۰۰ تا ۳۰۰ میلی‌متر بهره برده می‌شود. بزرگ‌ترین ویفر ساخته شده تاکنون ۴۵۰ میلی‌متر قطر داشته که هنوز به خط تولید نرسیده‌است.

## پاکسازی، الگوی زبری (texturing) وزُدایش
سطح ویفرها را با کمک اسیدهای ضعیف پاکسازی می‌کنند تا ذرات ناخواسته را از سطح آن بزدایند یا آسیب‌های پدید آمده در سطح آن در هنگام فرایند بُرش را بهبود بخشند. هنگامی که قرار باشد این ویفرها در سلول‌های خورشیدی بکار روند، بر روی ویفرها، نوعی طرح یا الگوی زبری تکراری (به انگلیسی: texture) ایجاد می‌کنند تا بازدهی آن‌ها بالا رود. شیشه فسفوسیلیکات شکل گرفته در لبه‌ها (که معمولاً PSG نامیده می‌شود)، با استفاده از فرایند زدایش (که نوعی فرایند لایه برداری به کمک مواد شیمیایی است) حذف می‌شود.

## ویژگی‌ها

### اندازهٔ استاندارد ویفرها
ویفرهای سیلیکونی در قطرهای مختلفی از ۲۵٫۴ میلی‌متر (یک اینچ) تا ۳۰۰ میلی‌متر (۱۱٫۸ اینچ) ساخته می‌شوند. تولیدگاه‌های ساخت نیم‌رساناها که بیشتر اوقات فَب نامیده می‌شوند، بر اساس قطر ویفری که توانایی ساخت آن را دارند و تجهیزات آنها مختص ساخت آن قطر می‌باشد، دسته‌بندی می‌شوند. با گذر زمان پهنای ویفرهای تولیدی بیشتر شده‌است تا بازدهی بالا رود و هزینه‌های ساخت کم شود. تاکنون بیشترین قطر ویفرهای ساخته شده ۳۰۰ میلی‌متر (۱۲ اینچ) بوده‌است که قرار است در آینده این مقدار به ۴۵۰ میلی‌متر (۱۸ اینچ) برسد. شرکت‌هایی چون اینتل، تی‌اس‌ام‌سی و سامسونگ هر یک جداگانه بر روی این مسئله سرمایه‌گذاری کرده‌اند و گروه‌های پژوهشی مختلفی راه انداخته‌اند تا «نمونه اولیه یا پروتوتایپ» ویفر۴۵۰ میلیمتری را هر چه سریعتر بسازند. البته هنوز مانع‌های زیادی پیش پای آنان است و به نظر می‌رسد این اتفاق به این زودی ممکن نخواهد شد.
بازهٔ قطر ویفرها به قرار زیر است:
- ۲۵ mm یا ۱-اینچ
- ۵۱ mm یا ۲-اینچ با ضخامت ۲۷۵ میکرومتر.
- ۷۶ mm یا ۳-اینچ با ضخامت ۳۷۵ میکرومتر.
- ۱۰۰ mm یا ۴-اینچ با ضخامت ۵۲۵ میکرومتر.
- ۱۳۰ mm یا ۵-اینچ یا ۱۲۵ mm یا ۴٫۹-اینچ با ضخامت ۶۲۵ میکرومتر.
- ۱۵۰ mm یا ۵٫۹-اینچ که بیشتر ۶-اینچ گفته می‌شود. با ضخامت ۶۷۵ میکرومتر.
- ۲۰۰ mm یا ۷٫۹-اینچ که بیشتر ۸-اینچ گفته می‌شود. با ضخامت ۷۲۵ میکرومتر.
- ۳۰۰ mm یا ۱۱٫۸-اینچ که بیشتر ۱۲-اینچ گفته می‌شود. با ضخامت ۷۷۵ میکرومتر.
- ۴۵۰ mm یا ۱۸-اینچ با ضخامت ۹۲۵ میکرومتر (مورد انتظار).[۱۳]

فرض بر این است که ضخامت ویفر چنان باشد که بتواند بار وزن خود را بکشد و در طول کار ترک نخورد. همچنین ویفرهایی که غیر از سیلیکون از مواد دیگری هم ساخته شده‌اند به دلیل همین مسئلهٔ ترک می‌توانند هم قطر ویفری باشند اما ضخامتی متفاوت داشته باشند.

## ویفر سیلیکونی در صنعت پردازنده و ریزتراشه‌[۱۴]
در سال ۲۰۲۰ میلادی بیش از ۹۳۲ میلیارد تراشه در دنیا تولید شد. ریزتراشه که گاهی به آن تراشه هم می‌گویند مجموعه‌ای از مدارهای الکترونیکی است که روی سطح سیلیکونی کوچکی پیاده‌سازی می‌شود. هر کدام از میلیون‌ها یا میلیاردها تراشه موجود در دل تراشه مثل کلید برق عمل می‌کند؛ آن‌ها متناسب با دستورهای دریافتی، جریان برق را قطع و وصل می‌کنند و بدین‌سان دستورهای کاربر یا سامانه را در زیرساختی‌ترین لایهٔ ماشین اجرا می‌کنند. اجزای پردازنده روی ویفر سیلیکونی پیاده‌سازی می‌شوند و نهایتاً ساختار چندلایه تراشه شکل می‌گیرد. سیلیکون (سیلیسیم) در صنایع امروزی کاربرد زیادی دارد. بعضی از حوزه‌های کاربرد سیلیکون چنین است:
- رایانه و ابررایانه
- سلول‌های خورشیدی
- تجهیزات نوری (اپتیک)
- تلفن‌های هوشمند
- حسگرها و آشکارسازها
- پوشیدنی‌های هوشمند
- سامانه‌های الکترونیک وسایل نقلیه (خودرو، هواپیما و…)
- لوازم خانگی برقی
- رباتها
- تجهیزات پزشکی

### سیلیکون (سیلیسیم): طلای دیجیتال!
ده‌ها سال است که سیلیکون (سیلیسیم) در صنعت تراشه‌سازی بی‌رقیب است. سیلیکون برخلاف اغلب دیگر فلزهایی که رسانا هستند، خاصیت نیم‌رسانایی دارد و با افزودن موادی مثل گوگرد یا بور به آن می‌توان خاصیت رساناییش را افزایش داد. به‌همین سبب، ترانزیستورهای سیلیکونی می‌توانند بسته به دستور دریافتی جریان برق را وصل یا قطع کنند.

## مراحل تولید ویفر سیلیکون در صنعت نیم‌رسانا[۱۴]
ویفرهای سیلیکونی را از نوعی ماسه موسوم به ماسه سیلیس می‌سازند که همان دی‌اکسید سیلیسیم (SiO2) است. ماسه سیلیس را ذوب و آن را به‌شکل استوانه یا شمشال درمی‌آورند. شمشال سیلیکون سپس به‌شکل ویفرهای نازک برش می‌خورد. در ادامه مراحل تولید ویفر سیلیکون خلاصه‌وار بیان می‌شود.

#### مرحله ۱: جمع‌آوری ماسه سیلیس
پردازنده‌های سیلیکونی در ماسه‌های زمین و مشخصاً در ماسه سیلیس ریشه دارند! حدود ۹۵ درصد ماسه سیلیس، دی‌اکسید سیلیسیم (SiO2) است. دی‌اکسید سیلیسیم در ماسه‌های عادی هم وجود دارد اما خلوصش تنها حدود ۸۰ درصد است که برای صنعت نیم‌رسانا و ساخت ویفرها و تراشه‌های سیلیکونی کافی نیست.
پس از انتقال ماسه سیلیس به کارخانه، به آن کربن اضافه می‌کنند و در کوره حرارتش می‌دهند. اکسیژن موجود در دی‌اکسید سیلیسیم در اثر گرما با کربن پیوند می‌خورد و دی‌اکسیدکربن تشکیل می‌دهد و بدین‌سان از سیلیسیم جدا می‌شود تا نهایتاً سیلیسیم تقریباً خالص (با خلوص بیش از ۹۹ درصد) باقی بماند.

#### مرحله ۲: پرورش بلور (کریستال)
سیلیکونی که در صنعت الکترونیک به‌کار می‌رود، به‌طور طبیعی ساختارهای بلوری چندوجهی (اصطلاحا پلی‌کریستالین) دارد. نقاط اتصال هر بلور با بلور دیگر، در انتقال علائم الکترونیک اختلال ایجاد می‌کنند و بازده تراشه را می‌کاهند؛ بنابراین، پیش از ساخت ویفر باید بلورهای چندوجهی را از سیلیکون حذف کرد تا ساختار سیلیکون تماماً تک‌بلوری (مونوکریستالین) شود. برای این منظور دو روش ویژه وجود دارد که یکی روش چُکرالِسکی و دیگری روش منطقه شناور (Float Zone) است. برای مثال در روش چُکرالسکی، سیلیکون مذاب را درون محفظه‌ای از جنس دُرّ کوهی (کوارتز) می‌ریزند و می‌چرخانندش. سپس بذر بلور در خلاف جهت چرخش سیلیکون مذاب درون ظرف ریخته‌گری به چرخش درمی‌آید. با این کار، سیلیکون دورِ بذر بلور انباشته می‌شود و شمشال تشکیل می‌دهد.
ضمناً طی فرایند دیگری موسوم به دوپینگ، عناصر دیگری به سیلیکون اضافه می‌شود تا خاصیت رسانایی آن تقویت شود. آنچه نهایتاً به‌دست می‌آید، شمشال یا میله سیلیکونی است.

#### مرحله ۳: فرایند تولید ویفر سیلیکون
شمشال یا میله سیلیکون که در مرحله قبل به دست آمد به دستگاه برش منتقل می‌شود و به‌شکل لایه‌های نازکی موسوم به ویفر برش می‌خورد. برای بریدن هر چه دقیق‌تر شمشال‌ها از تیغه الماسی استفاده می‌کنند. ضخامت هر ویفر عموماً حدود ۰٫۵ میلی‌متر است اما بسته به کاربردهای مختلف ممکن است کمتر یا بیشتر نیز باشد.
لبه‌ها و سطح ویفر پس از برش، هنوز تیز و ناهموار است، لذا باید صاف و صیقلی شود. سپس به ویفر صیقل‌خورده اسید نیتریک، اسید هیدروفلوریک و اسید استیک می‌خورانند تا جلایش بیشتر شود.

##### صاف‌کاری
شاید در نگاه نخست، لبه‌ها و سطح ویفر صاف به نظر برسد، اما در واقع ناهمواری‌های ریزی دارد که همان‌ها نیز باید ساییده و صاف شوند. برای این منظور ویفرها را در محیط خلأ قرار می‌دهند و سپس ناهمواری‌های آن را می‌سابند. این‌کار با ظرافت انجام می‌شود تا ویفر آسیب نبیند.

##### صیقل‌کاری
پس از ساییدن و صاف‌سازی سطح ویفر باید آن را صیقل داد تا مثل آینه براق شود. صیقل‌کاری، ناهمواری‌های ریز سطح ویفر سیلیکونی را رفع می‌کند. برای این کار، هم از مواد شیمیایی و هم از پَدهای مخصوص صیقل‌کاری استفاده می‌کنند. ویفر ثابت می‌ماند و پَدها به‌آرامی روی سطح ویفر مماس می‌شوند و پایین و بالا می‌روند تا سطح ویفر کاملاً صاف و براق شود. صیقل‌کاری ویفر مهم است زیرا کوچک‌ترین ناهمواری ممکن است رسانایی ویفر سیلیکونی را مختل کند. صیقل‌کاری از بروز هرگونه تداخلی که ممکن است مانع جریان یافتن برق در مدارها شود، جلوگیری می‌کند.

##### تمیزکاری
ویفرها نباید لک و آلودگی داشته باشند. تمیزکاریِ سطح ویفر کاری پرزحمت اما ضروری است تا اجزای تراشه درست کار کنند. تمیزکاری ویفرها درون اتاق‌ها و با کمک تجهیزات بسیار تمیز و محافظت‌شده انجام می‌شود تا حتی‌الامکان هیچ ذره و غباری روی ویفرها ننشیند. حتی ریزترین ذرات گرد و غبار نیز ممکن است به اجزای الکترونیکی تراشه آسیب بزند.

#### مرحله ۴: آزمایش ویفر
پس از تولید ویفر سیلیکون، باید از صحت کار آن‌ها مطمئن شد. برای آزمایش درستی ویفرها آن‌ها را در شرایط واقعی می‌آزمایند و برای مثال به آن‌ها ولتاژهای الکتریکی زیادی اعمال می‌کنند یا در معرض دمای زیاد قرارشان می‌دهند.